# TWiki
TWiki je software realizující wiki napsaný v Perlu. Používá vlastní značkovací jazyk.
Jedná se o svobodný software pod licencí GNU GPL.
S jeho vývojem začal Peter Thoeny v červenci roku 1998. V roce 2008 se jeho vývoje ujala Thoenym založená firma TWiki.net a následně se značná část spolupracujících vývojářů rozhodla vytvořit fork jménem Foswiki.
TWiki podporuje mimo jiné:
- webové zdroje typu RSS/Atom
- editor TinyMCE